# Портянко Ігор Володимирович
Ігор Володимирович Портянко (нар. 7 лютого 1969, Київ) — актор театру та кіно.

## Життєпис
У 1993 році закінчив акторський факультет Київського державного інституту театрального мистецтва ім. І. Карпенка-Карого на курсі Михайла Резніковича.
З 1996 року — актор Молодого Театру.
У 2005 році Ігор Портянко отримав свою першу роль в кіно — зіграв доктора в фільмі «Право на любов».

## Театр
- Подсєкальніков — Гоголь-моголь з двох яєць; реж. О. Меркулова
- Людина — Людина і вічність; реж. Т.Криворученко
- Тамбур-мажор — Войцек,; реж. Д. Лазорко
- Ерік —День кохання. день свободи; реж.О. Свєтляков
- Чарлі — Я, Фейербах; реж. Т. Криворученко
- Чорт — Житіє простих; реж. Ю. Сидоренко
- Тото — Чарівник смарагдового міста; реж. А.Воротченко
- Жак, Парижанин — Малюк; реж. В.Бегма;
- Чакко — Віват, карнавал!; реж.Ю.Сидоренко
- Гільдернстерн — Трагедія Гамлета, принца данського; реж. С. Мойсеєв
- Принц — Русалонька; реж. Є.Курман
- Тюльпан, дворянин — Король та морква; реж. Ян Козлов
- Лаврін — Кайдаші; реж. М.Яремків
- Ян — Навіжена співачка; реж. І. Тихомиров
- Франт, Сінема — За двома зайцями; реж. В.Шулаков
- Бусигін — Старший син, Олександр Вампілов; реж. Є. Курман
- П’єро, селянин — Дон Жуан; реж. С. Мойсеєв
- Микита Забрьоха — Конотопська відьма; реж. С. Мойсеєв
- Джо Янкі — Моя дорога Памела...; реж. М. Яремків
- Бобчинський — РЕхуВІлійЗОР; реж. С. Мойсеєв
- Майор — Той, тот та наші; реж. Бела Меро
- Молодий пан — Хоровод любові; реж. С. Мойсеєв
- Собака — Звичайна історія; реж. Т. Криворученко

Джерело — https://molodyytheatre.com/people/portyanko-igor

## Фільмографія
| Рік  | Назва                              | Роль                          |
| ---- | ---------------------------------- | ----------------------------- |
| 2005 | Право на любов                     |                               |
| 2006 | Все включено                       |                               |
| 2008 | Дорогі діти                        |                               |
| 2009 | Хлібний день                       | Блінов                        |
| 2010 | Єфросинія                          |                               |
| 2011 | Екстрасенси-детективи              | Скворцов                      |
| 2013 | Нюхач                              |                               |
| 2014 | Поки станиця спить                 | Булига                        |
| 2015 | Пес                                |                               |
| 2016 | Володимирська, 15                  | прокурор                      |
| 2017 | Спокуса                            | Єгор Хван                     |
| 2019 | Сувенір з Одеси                    | Шульгін                       |
| 2019 | Дике поле                          | Ніколай Ніколаєвіч            |
| 2020 | Ти тільки мій                      |                               |
| 2020 | Дільничний з ДВРЗ                  | Вася Гончар                   |
| 2020 | Козаки. Абсолютно брехлива історія | Мелетій                       |
| 2021 | Бурштинові копи                    |                               |
| 2024 | Розтин покаже                      | Зіновій Вікентійович Концевич |
| 2024 | Крашанка                           |                               |
| 2024 | Прикордонники                      |                               |
| 2024 | Збори ОСББ                         |                               |

Джерело — https://ua.kinorium.com/name/3021634/